# Divisione Nazionale 1941
La Divisione Nazionale 1941 è stata la 20ª edizione del torneo di primo livello del campionato italiano di hockey su pista. Esso è stato organizzato dalla Federazione Italiana Hockey e Pattinaggio.
Il torneo fu vinto dal Pubblico Impiego per la 10ª volta nella sua storia.

## Avvenimenti
Il torneo del 1941 vide al via dieci club. La formula fu quella consolidata per l'epoca, cioè una fase a gironi e una fase finale. Dopo la prima parte della competizione si qualificarono alla fase finale il Pubblico Impiego, il DLF Trieste, il Borletti e il Magistrato Acque. Il Pubblico Impiego vinse la finale per il titolo contro l'altra squadra di Trieste, il DLF Trieste, laureandosi per la decima volta nella sua storia, quinta consecutiva, campione d'Italia: con tale vittoria la squadra di Trieste si fregia della stella d'oro.

## Squadre partecipanti
| Club              | Stagione | Città       | Stagione precedente         |
| ----------------- | -------- | ----------- | --------------------------- |
| Borletti          | dettagli | Milano      | In Divisione Nazionale      |
| CRDA Monfalcone   | dettagli | Monfalcone  | n.a.                        |
| Civico Monza      | dettagli | Monza       | In Divisione Nazionale      |
| DLF Bologna       | dettagli | Bologna     | In Divisione Nazionale      |
| DLF Fiume         | dettagli | Fiume       | n.a.                        |
| DLF Trieste       | dettagli | Trieste     | In Divisione Nazionale      |
| Magistrato Acque  | dettagli | Venezia     | In Divisione Nazionale      |
| Novara            | dettagli | Novara      | In Divisione Nazionale      |
| Pubblico Impiego  | dettagli | Trieste     | Campione d'Italia in carica |
| Saves Alessandria | dettagli | Alessandria | n.a.                        |

## Fase ad eliminazione diretta

### Semifinale
| Squadra 1        | Squadra 2        | Risultato              |
| ---------------- | ---------------- | ---------------------- |
| Pubblico Impiego | Borletti         | Trieste 20 luglio 1941 |
| Pubblico Impiego | Borletti         | 7 - 1                  |
| DLF Trieste      | Magistrato Acque | Trieste 20 luglio 1941 |
| DLF Trieste      | Magistrato Acque | 4 - 3                  |

### Finale Scudetto
| Squadra 1        | Squadra 2   | Risultato              |
| ---------------- | ----------- | ---------------------- |
| Pubblico Impiego | DLF Trieste | Trieste 20 luglio 1941 |
| Pubblico Impiego | DLF Trieste | 6 - 1                  |

## Verdetti
| Verdetto               | Club                          |
| ---------------------- | ----------------------------- |
| Campione d'Italia 1941 | Pubblico Impiego (10º titolo) |

### Squadra campione
| N° | Naz.                      | Ruolo | Sportivo          | Anno | Alt. | Peso |
| -- | ------------------------- | ----- | ----------------- | ---- | ---- | ---- |
|    | Italia (bandiera)         | E     | Emilio Bertuzzi   | 1916 |      |      |
|    | Italia (bandiera)         | E     | Ermanno Bertuzzi  |      |      |      |
|    | Italia (bandiera)         | E     | Mario Cergol      | 1911 |      |      |
|    | Italia (bandiera)         | P     | Oliviero Panicari | 1911 |      |      |
|    | Italia (bandiera)         | E     | Giovanni Poser    |      |      |      |
|    | non conosciuta (bandiera) | All.  |                   |      |      |      |